# Ann Todd (actriz estadounidense)
Ann Todd (nacida Ann Todd Phillips, más tarde Ann Basart o Ann Phillips Basart; 26 de agosto de 1931 – 7 de febrero de 2020) fue una actriz infantil estadounidense. Fue acreditada en cuatro películas como Ann E. Todd. De adulta, se convirtió en bibliotecaria especializada en música en la Universidad de California, Berkeley.

## Primeros años
Todd nació en 1931 en Denver, Colorado, hija de Burrill L. y Alberta C. (de soltera Mayfield) Phillips. Tenía un hermano menor, Stephen (1937–1986). Era pariente lejana de Mary Todd Lincoln.Debido a las privaciones de la Gran Depresión, fue criada por sus abuelos maternos, Mr. y Mrs. Albert Ulysses Mayfield, y su nombre de adopción fue Ann Todd Mayfield. (Una noticia de la Newspaper Enterprise Association publicada el 13 de junio de 1940 se refiere a Mrs. A.U. Mayfield como la madre de Todd.)
En 1942, Todd fue hospitalizada en estado crítico al desarrollar una septicemia después de cortarse el pie mientras jugaba en el jardín de su casa.

## Carrera cinematográfica
Todd debutó como actriz en Zaza (1939), dirigida por George Cukor. A lo largo de una carrera que abarcó más de 14 años, apareció en casi 40 películas junto a estrellas como Ingrid Bergman, Leslie Howard, Shirley Temple, James Stewart, John Garfield, Bette Davis, Barbara Stanwyck y Marlene Dietrich.
Debido a las similitudes entre su nombre y el de la reconocida actriz británica Ann Todd, añadió la inicial "E." a su nombre. Todd fue habitual en The Stu Erwin Show entre 1950 y 1953. En sus últimos años se dedicó a la enseñanza y fue bibliotecaria.

## Bibliotecaria y carrera académica
Después de graduarse en la Universidad de California, Los Ángeles, asistió a la Universidad de California, Berkeley, donde obtuvo una maestría en biblioteconomía en 1958 y una Maestría en Artes en 1960. Fue bibliotecaria de referencia en la U.C. Berkeley de 1960 a 1961 y de 1970 a 1990. Entre sus logros se encuentra la fundación y edición de Cum Notis Variorum, el boletín informativo de la biblioteca, que adquirió una gran reputación. Además, Basart escribió reseñas para la publicación Notes de la Music Library Association, además de desempeñarse como editora de reseñas musicales y editora de reseñas de libros.
Enseñó en el San Francisco College for Women y en la Universidad de California, Berkeley.
En 1984, Basart fundó Fallen Leaf Press, donde publicó libros de referencia sobre música, así como partituras de música de cámara contemporánea estadounidense. Basart cerró el negocio en 2000.
En 1993, la Music Library Association le otorgó un reconocimiento por su trayectoria profesional.

## Filmografía
| Año          | Título                          | Papel                                     | Notas                                                                 |
| ------------ | ------------------------------- | ----------------------------------------- | --------------------------------------------------------------------- |
| 1937         | Rosalie                         | Chica pequeña                             | sin acreditar, aparece en la lista del reparto como Ann Todd Mayfield |
| 1938         | Man-Proof                       | Chica pequeña                             | sin acreditar, aparece en la lista del reparto como Ann Todd Mayfield |
| 1938         | Stolen Heaven                   | Chica pequeña                             | sin acreditar, aparece en la lista del reparto como Ann Todd Mayfield |
| 1939         | Zaza                            | Toto                                      |                                                                       |
| 1939         | Calling Dr. Kildare             | Jenny                                     | sin acreditar                                                         |
| 1939         | The Zero Hour                   | Beth                                      |                                                                       |
| 1939         | Stronger Than Desire            | Susan Flagg                               |                                                                       |
| 1939         | Intermezzo                      | Ann Marie                                 |                                                                       |
| 1939         | Bad Little Angel                | Libbit Creighton, a los 9 años            | sin acreditar                                                         |
| 1939         | Tower of London                 | Princesa                                  | sin acreditar                                                         |
| 1939         | Destry Rides Again              | Claggett girl                             |                                                                       |
| 1940         | The Blue Bird                   | Little Sister                             |                                                                       |
| 1940         | Dr. Ehrlich's Magic Bullet      | Marianne                                  | sin acreditar                                                         |
| 1940         | Granny Get Your Gun             | Charlotte                                 |                                                                       |
| 1940         | Little Orvie                    | Patsy Balliser                            |                                                                       |
| 1940         | All This, and Heaven Too        | Berthe                                    |                                                                       |
| 1940         | Brigham Young                   | Mary Kent                                 |                                                                       |
| 1940         | Keeping Company                 | Primer secuaz                             | sin acreditar                                                         |
| 1941         | Blood and Sand                  | Carmen, de niña                           |                                                                       |
| 1941         | Bad Men of Missouri             | Amy Younger                               |                                                                       |
| 1941         | Private Nurse                   | Barbara Winton                            |                                                                       |
| 1941         | How Green Was My Valley         | Ceinwen                                   |                                                                       |
| 1941         | The Men in Her Life             | Rose                                      |                                                                       |
| 1941         | Remember the Day                | Kate Hill                                 |                                                                       |
| 1942         | Kings Row                       | Randy Monaghan, de niña                   |                                                                       |
| 1942         | On the Sunny Side               | Betty                                     |                                                                       |
| 1942         | Beyond the Blue Horizon         | Tama, de niña                             | sin acreditar                                                         |
| 1942         | That Other Woman                | Chica joven                               | sin acreditar                                                         |
| 1942         | Over My Dead Body               | La hijita del sastre                      |                                                                       |
| 1943         | Dixie Dugan                     | Imogene Dugan                             |                                                                       |
| 1945         | Roughly Speaking                | Louise Randall, de niña                   |                                                                       |
| 1945         | Pride of the Marines            | Loretta Merchant                          |                                                                       |
| 1946         | My Reputation                   | Gretchen Van Orman                        |                                                                       |
| 1946         | The Jolson Story                | Ann Murray, de niña                       | sin acreditar                                                         |
| 1946         | Margie                          | Joyce Fontayne                            |                                                                       |
| 1947         | Homesteaders of Paradise Valley | Melinda Hill                              |                                                                       |
| 1947         | Dangerous Years                 | Doris Martin                              | acreditada como Ann E. Todd                                           |
| 1948         | Three Daring Daughters          | Ilka Morgan                               | acreditada como Ann E. Todd                                           |
| 1948         | Arthur Takes Over               | Valarie Jeanne Bradford                   | acreditada como Ann E. Todd                                           |
| 1949         | Cover Up                        | Cathie Weatherby                          | acreditada como Ann E. Todd                                           |
| 1950 to 1953 | The Stu Erwin Show              | Joyce Erwin (TV series, papel secundario) |                                                                       |
| 1951         | The Lion Hunters                | Jean Forbes                               |                                                                       |